# Beyond ~ Karada no Kanata
Singles de AAA
Mirage
(2008) Music!!! / ZerØ
(2008)
Beyond ~ Karada no Kanata est le 18esingle du groupe AAA sorti sous le label Avex Trax le 28 mai 2008 au Japon. Il atteint la 6e place du classement de l'Oricon et reste classé 4 semaines, pour un total de 20 536 exemplaires vendus. Il sort en format CD, CD+DVD et CD Extra (+ AAA Gokubi Club -Sono Ni- 「AAA極秘クラブ-其の弐-」).
Beyond ~ Karada no Kanata est présente sur l'album remix AAA Remix ~non-stop all singles~ et sur l'album DepArture.

## Liste des titres
| 1. | Beyond ~ Karada no Kanata (BEYOND～カラダノカナタ)                | Keyossie and one | Takara Mitsuru Rei Hisashi, Takanashi Tatsuya | 4:51 |
| 2. | One Night Animal                                                  | Leonn            | Yamada Tomohiro                               | 4:40 |
| 3. | MIRAGE 83key remix (version CD seulement)                         | FLAT5th Rico     | Yoshiaki Watanuki                             | 4:58 |
| 4. | Beyond ~ Karada no Kanata (instrumental) (BEYOND～カラダノカナタ) | Keyossie and one | Takara Mitsuru Rei Hisashi, Takanashi Tatsuya | 4:51 |
| 5. | One Night Animal (instrumental)                                   | Leonn            | Yamada Tomohiro                               | 4:37 |

| 1. | Beyond ~ Karada no Kanata (BEYOND～カラダノカナタ) |  |